# Karl-Bernhard Schmitz
Karl-Bernhard Schmitz (* 10. März 1936 in Düsseldorf) ist ein deutscher Jurist. Von 1984 bis 2001 war er Richter am Bundesgerichtshof.

## Leben
Nach Beendigung seiner juristischen Ausbildung trat Schmitz 1965 in den Justizdienst des Landes Nordrhein-Westfalen ein, wo er zunächst am Landgericht Düsseldorf und nach seiner Ernennung zum Richter am Oberlandesgericht im Jahre 1974 am Oberlandesgericht Düsseldorf tätig war. 1983 wurde Schmitz zum Vorsitzenden Richter am Oberlandesgericht befördert.
Ein Jahr später wurde er zum Richter am Bundesgerichtshof gewählt. Im Laufe seiner Tätigkeit am BGH gehörte er zunächst dem VI. Zivilsenat an, anschließend von 1987 bis 1994 dem IX. Zivilsenat, seit 1991 als dessen stellvertretender Vorsitzender. Mit seiner Ernennung zum Vorsitzenden Richter am Bundesgerichtshof übertrug ihm das Präsidium des BGH den Vorsitz im IV. Zivilsenat, den er bis zu seinem Eintritt in den Ruhestand innehatte.